# Alexander Nikolajewitsch Gunjaschew
Alexander Nikolajewitsch Gunjaschew (russisch Александр Николаевич Гуняшев; * 22. Dezember 1959 in Osjorsk) ist ein ehemaliger sowjetischer Gewichtheber.

## Karriere
Gunjaschew trat während seiner internationalen Karriere hauptsächlich im Superschwergewicht über 110 kg Körpergewicht an. Er stellte während seiner aktiven Zeit insgesamt sechs Weltrekorde auf (vier im Reißen und zwei im Zweikampf).
Sein erster erfolgreicher Auftritt bei einer Meisterschaft der Senioren fand 1985 bei den Europameisterschaften in Katowice statt. Mit 417,5 kg (192,5 kg Reißen/225,0 kg Stoßen) im Zweikampf gewann er Gold vor seinem Landsmann Leonid Taranenko und Senno Salzwedel. Bei den Weltmeisterschaften im selben Jahr in Södertälje konnte er mit 195,0 kg im Reißen, 237,5 kg im Stoßen und 432,5 kg in allen drei Disziplinen den zweiten Platz erreichen.
International konnte er daraufhin erst 1991 wieder Erfolge vorweisen, als er mit 415,0 kg (190,0 kg Reißen/225,0 kg Stoßen) Bronze hinter Taranenko und Manfred Nerlinger holte. Dies war gleichzeitig die letzte wichtige internationale Meisterschaft, auf der er einen Podiumsplatz erreichte.

## Bestleistungen
- Reißen: 212,5 kg auf der sowjetischen Meisterschaft in Charkiw 1988 in der Klasse über 110 kg.
- Stoßen: 255,0 kg auf dem Cup der UdSSR in Leningrad 1983 in der Klasse über 110 kg.
- Zweikampf: 465,0 kg auf der Europameisterschaft in Reims 1984 in der Klasse über 110 kg.